# The Claws of Axos
A The Claws of Axos a Doctor Who sorozat ötvenhetedik része, amit 1971. március 13. és április 3. között vetítettek négy epizódban.

## Történet
Egy titokzatos UFO ért földet, benne axonokkal - illetve maga az UFO egy élő axon. Egy különleges anyagot, az axonitot ajánlják föl az emberiségnek, amellyel megtöbbszörözhetnek dolgokat, így a világ legtöbb problémáját végleg megoldhatná. A kormány lelkes, de a Doktornak kételyei vannak jó szándékával kapcsolatban. Főleg, hogy ott találják a Mestert az axon belsejében.

## Epizódok listája
| Epizód sorszáma | Bemutató napja    | Hossza | Nézők száma (millió) | Formátum                  |
| --------------- | ----------------- | ------ | -------------------- | ------------------------- |
| 1               | 1971. március 13. | 23:51  | 7,3                  | Pal 2-s videókazetta      |
| 2               | 1971. március 20. | 24:00  | 8                    | Pal D3-s színes felújítás |
| 3               | 1971. március 27. | 24:05  | 6,4                  | Pal D3-s színes felújítás |
| 4               | 1971. április 3.  | 25:16  | 7,8                  | Pal 2-s videókazetta      |

## Könyvkiadás
A könyvváltozatát 1977. április 21-én adta ki a Target könyvkiadó.

## Otthoni kiadás
- VHS-n 1992 májusában adták ki.
- DVD-n 2005. április 25-én adták ki.

## Fordítás
- Ez a szócikk részben vagy egészben  a   The Claws of Axos című angol Wikipédia-szócikk fordításán alapul.  Az eredeti cikk szerkesztőit annak laptörténete sorolja fel. Ez a jelzés csupán a megfogalmazás eredetét és a szerzői jogokat jelzi, nem szolgál a cikkben szereplő információk forrásmegjelöléseként.